# Pisolit

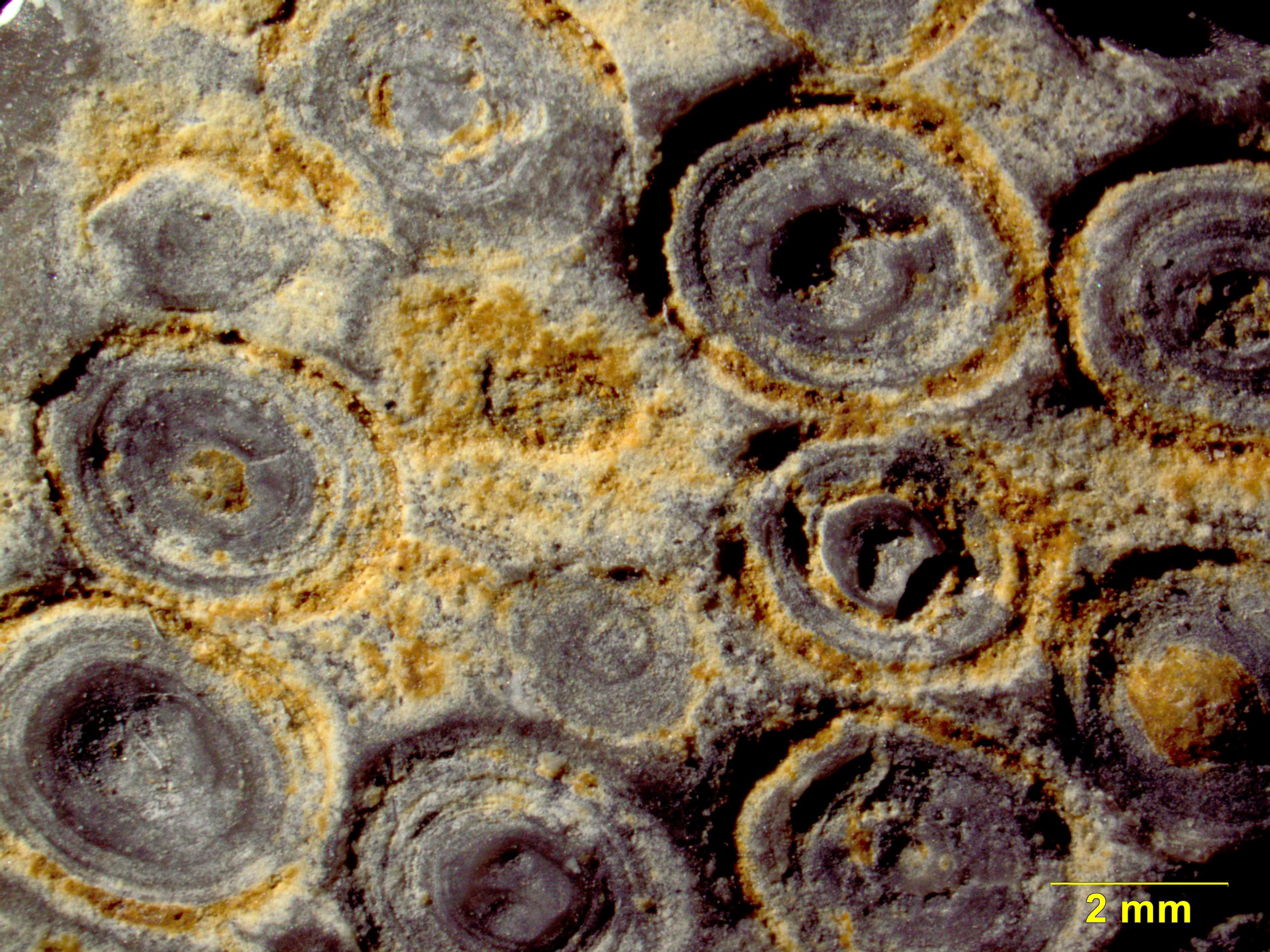
Pisoid trong đá vôi Conococheague (cuối kỷ Cambri), đông Pennsylvania

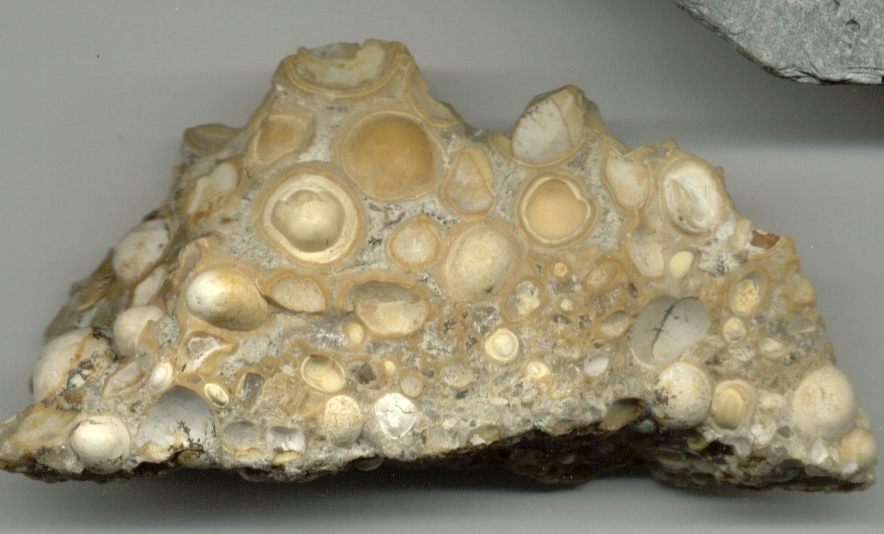
Đá vôi pisolit; Itaboraí, Rio de Janeiro; pisoid có đường kính trung bình 1 cm

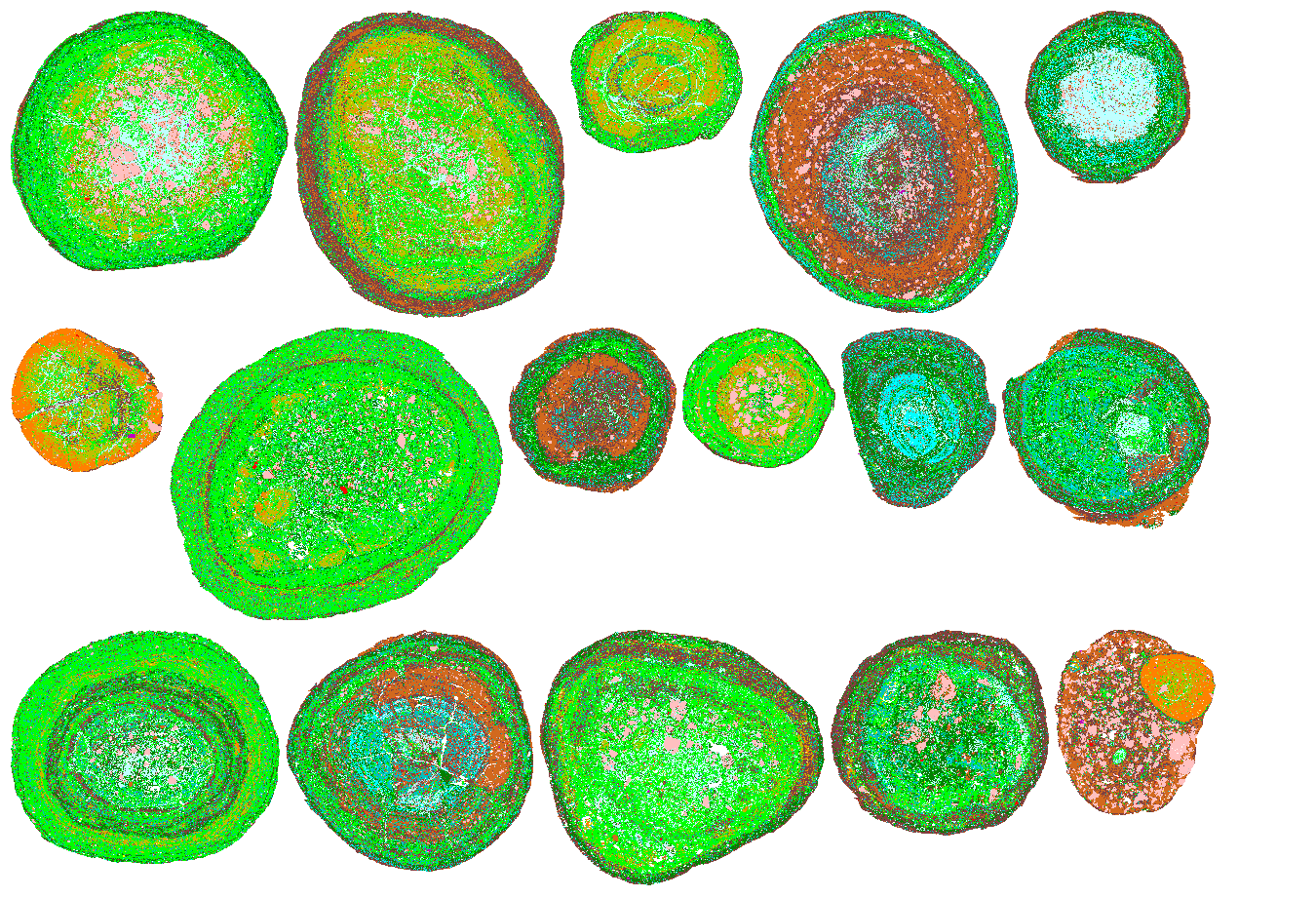
Bản đồ khoáng chất posoid QEMSCAN

Pisolit là một loại đá trầm tích tạo nên từ hạt pisoid kết thành khối – thường là hạt calci cacbonat, nhưng đôi khi có thêm một số chất khoáng khác hiếm hơn. Peloid giống ooid nhưng thường có đường kính lớn hơn 2mm. Những hạt này khá tròn và tạo thành các lớp vòng đồng tâm có đường kính lên tới 10 mm.
Tên của nó xuất phát từ tiếng Hy Lạp cho từ đậu.
Bô xít, limonit và siderit thường có cấu trúc pisolit.